# Coelorinchus triocellatus
Coelorinchus triocellatus är en fiskart som beskrevs av Gilbert och Hubbs 1920. Coelorinchus triocellatus ingår i släktet Coelorinchus och familjen skolästfiskar. IUCN kategoriserar arten globalt som otillräckligt studerad. Inga underarter finns listade i Catalogue of Life.